# Bø (Troms)
Pour les articles homonymes, voir Bø.
Bø est une localité du comté de Troms, en Norvège.

## Géographie
Administrativement, Bø fait partie de la kommune de Skånland.